# 毕森·德勒
毕森·德勒（英語：Bison Dele，1969年4月6日—2002年7月7日），美国NBA联盟前职业篮球运动员。他在1991年的NBA选秀中第1轮第10顺位被奥兰多魔术选中。
2002年7月8日，NBA休兵期，德勒與女友Serena Karlan哥哥Miles Dabord以及遊艇駕駛Bertrand Saldo出海度假，目的地是夏威夷，Bison就此一去不回。最初他們沿路以船上的通訊設備與家人保持聯繫，之後音訊全無，7月20遊艇到達大溪地，船上只剩下Dabord一人，他隨後搭飛機離開該地，其他3人就此下落不明。後來聯調局著手調查，9月12日找到該艘遊艇，2天後在墨西哥邊境發現Dabord，而且發現他冒用弟弟的身份，以刷卡簽帳的方式購買黃金，並在7月18日就把遊艇原來的名字Hakuna Matata 取消，註冊成Aria Bella。遊艇內後來還發現疑似被修補過的彈孔跡，聯調局研判，Dele與其他兩人可能早就遇害，而屍體被丟下海，唯一的當事人與嫌疑人Dabord曾打電話給母親說自己絕對沒有殺害弟弟，也不會坐牢，結果Dabord在醫院注射過量胰島素自殺而死。